# 2005 w polityce
Wydarzenia polityczne w 2005 roku.

## Styczeń
- 19 stycznia – zmarł Jan Nowak-Jeziorański, polski dziennikarz, były dyrektor Radia Wolna Europa[1].
- W Iraku odbyły się wybory parlamentarne[2].

## Luty
- 1 lutego – w Internecie opublikowano tzw. „Listę Wildsteina”[3].

## Kwiecień
- 2 kwietnia – zmarł papież Jan Paweł II.
- 19 kwietnia – kardynał Joseph Ratzinger został wybrany na papieża. Wybrał sobie imię Benedykt[4].

## Lipiec
- 21 lipca – zmarł Stanisław Stomma, polski polityk, prawnik i publicysta[5].

## Wrzesień
- 25 września – wybory parlamentarne w Polsce wygrała partia Prawo i Sprawiedliwość[6].

## Październik
- 7 października – Pokojową Nagrodę Nobla otrzymała organizacja Międzynarodowa Agencja Energii Atomowej i jej dyrektor generalny Muhammad el-Baradei[7].
- 9 października – w Polsce odbyła się pierwsza tura wyborów prezydenckich[8].
- 23 października – drugą turę wyborów prezydenckich wygrał Lech Kaczyński[8].
- 31 października – w Polsce zaprzysiężono rząd Kazimierza Marcinkiewicza[9].
- Iracki parlament ogłosił nową konstytucję[2].